# 克蕾兒·麥卡斯基
克蕾兒·康納·麥卡斯基（英語：Claire Conner McCaskill；1953年7月24日—），是一位美國民主黨政治人物，2007年起擔任密蘇里州美國參議院議員。麥卡斯基是密蘇里州第一位女性聯邦參議員，在2006年聯邦參議員選舉中以49.6%比47.3%選票擊敗共和黨成員吉姆·塔朗兹，並於2011年基特·邦德退休後成為資深參議員。2012年選舉裡，她以54.7%比39.2%選票擊敗共和黨籍的陶德·艾金連任美國參議員。
麥卡斯基在費爾普斯縣罗拉出生，畢業於密苏里大学和於乔治城大学就讀。在當選為美國參議員之前，她曾在1983年到1989年成為密苏里州众议院議員、1993年至1998年擔任杰克逊县檢察官和在1999年至2007年被任命為密蘇里州審計長。2004年，她曾擊敗黨友、時任密蘇里州州長鮑伯·霍頓代表民主黨出選2004年密蘇里州州長選舉，唯最後在勢均力敵選舉中敗給共和黨的馬特·布朗特。
在聯邦參議院中，麥卡斯基是参议院军事委员会、商業、科學和運輸委員會、國土安全委員會及參議院老齡化委員會的成員。在民主黨於2014年美國大選失去了美國參議院的控制權前，她曾擔任國土安全委員會合同監督小組的辦公室主任。由2015年1月3日的第114屆國會開始，她成為參議院國土安全委員會合同監督小組的少數黨成員。
2018年11月，麦卡斯基于参议员选举中寻求连任，但被被时任密苏里州总检察长的约什·霍利击败，失去连任。

## 延伸閱讀
- Background and collected news at The Washington Post
- 美國國會國家人物傳記大辭典中的傳記
- 由華盛頓郵報維護的投票記錄
- 智慧投票计划中的傳記、投票紀錄及利益集團評級
- Congressional profile at GovTrack
- Congressional profile at OpenCongress
- Issue positions and quotes at On the Issues
- Financial information at OpenSecrets.org
- Staff salaries, trips and personal finance at LegiStorm.com
- 聯邦選舉委員會中的競選財務報告和數據
- Campaign contributions at the National Institute for Money in State Politics
- Appearances on C-SPAN programs
- 網路電影資料庫上的亮相頁面
- Works by or about 克蕾兒·麥卡斯基 in libraries (WorldCat catalog)
- Profile at Ballotpedia

## 外部連結
- 克蕾兒·麥卡斯基參議院官方網站
- 克蕾兒·麥卡斯基參議員競選網站（页面存档备份，存于）
- 中的“克蕾兒·麥卡斯基”

| 美国政治职务           | 美国政治职务                                                        | 美国政治职务         |
| ---------------------- | ------------------------------------------------------------------- | -------------------- |
| 前任者： 瑪格麗特·凱利 | 密蘇里州審計長 1999年－2007年                                       | 繼任者： 蘇珊·莫緹   |
| 政党职务               |                                                                     |                      |
| 前任者： 鮑伯·霍頓     | 密蘇里州州長民主黨被提名人 2004年                                   | 繼任者： 傑伊·尼克松 |
| 前任者： 特倫特·洛特   | 美國參議員密蘇里州民主黨被提名人 （第1類） 2006年、2012年、2018年   | 最新的               |
| 美国参议院             |                                                                     |                      |
| 前任者： 吉姆·塔朗兹   | 密蘇里州第1類參議員 2007年－2019年 與基特·邦德、羅伊·布倫特同時在任 | 繼任者： 约什·霍利   |
| 前任者： 蘇珊·柯琳絲   | 參議院老齡化委員會副主席 2015年－2017年                             | 繼任者： 鮑伯·凱西   |
| 前任者： 湯姆·卡波     | 參議院國土安全委員會副主席 2017年－2019年                           | 繼任者： 加里·彼得斯 |